# Nélson Härter
Nélson Härter Filho (Pelotas, 9 de março de 1959) é um político brasileiro, filiado ao Partido do Movimento Democrático Brasileiro (PMDB).
Em 2010, foi um dos Deputados Estaduais do Rio Grande do Sul que votou a favor do aumento de 73% nos próprios salários em dezembro, fato esse que gerou uma música crítica chamada "Gangue da Matriz" composta e interpretada pelo músico Tonho Crocco, que fala em sua letra os nomes dos 36 deputados (inclusive o de Nélson Härter) que foram favoráveis a esse autoconcedimento salarial; Giovani Cherini como presidente da Assembleia Legislativa do Rio Grande do Sul na ocasião entrou com uma representação contra o músico, Cherini falou que era um crime contra honra e o título era extremamente agressivo e fazia referência a criminosos que mataram o jovem Alex Thomas, na época Adão Villaverde que se tornou o sucessor na presidência da Assembleia Legislativa, expressou descontentamento discordando da decisão de Cherini, mas em agosto do mesmo ano o próprio Giovani Cherini ingressou com petição pedindo o arquivamento contra o músico com a alegação que não era vítima no processo (seu nome não aparecia na letra, pois como presidente do parlamento gaúcho na ocasião não podia votar) e que defendia a liberdade de expressão, na época Tonho recebeu apoio de uma loja que espalhou 20 outdoors pela capital Porto Alegre e também imenso apoio por redes sociais.
Nas eleições de 2014, em 5 de outubro, foi candidato a deputado estadual à Assembleia Legislativa do Rio Grande do Sul. Não foi eleito.